# Eduardo da Fonte
Eduardo Henrique da Fonte de Albuquerque Silva (Recife, 17 de outubro de 1972) é um empresário e político brasileiro. É deputado federal por Pernambuco pelo Progressistas (PP).

## Carreira política
Eleito em 2006 pela coligação Frente Popular de Pernambuco com 110.061 votos.
Reeleito em 2010 pela coligação Frente Popular de Pernambuco com 330.520 votos.
Assumiu o cargo de Segundo Vice-presidente da Câmara dos Deputados em 2010 até 2012.
Eleito por unanimidade Presidente da Comissão de Minas e Energia em 2013.
Em outubro de 2013 eleito Líder do Partido Progressista (PP) na Câmara Federal.
Foi candidato a Deputado Federal por Pernambuco pelo Partido Progressista em 2014 sendo eleito com 283.567 votos, alcançando sua 3ª Legislatura.
O deputado foi autor em 2010 de um projeto de lei que visa a proibir o anonimato na internet, que exigiria a divulgação do endereço e nome do blogueiro, além da existência de uma jornalista responsável que poderia causar a muitos blogueiros que vivem por esse meio de comunicação.
No decorrer da 55.ª Legislatura, votou a favor da admissibilidade do processo de impeachment de Dilma Rousseff. Já durante o Governo Michel Temer, votou a favor da PEC do Teto dos Gastos Públicos. Em abril de 2017 foi contrário à Reforma Trabalhista. Em agosto de 2017 votou contra o processo em que se pedia abertura de investigação do presidente Michel Temer, ajudando a arquivar a denúncia do Ministério Público Federal.
Foi reeleito deputado federal nas Eleições de 2018 para o mandato 2019-2022.

## Operação Lava Jato
Eduardo da Fonte, desistiu de relatar em 2015 uma das Medidas Provisórias (MP) do ajuste fiscal, a MP 664 que altera o pagamento de auxílio-doença e da pensão por morte. A justificativa seria a investigação em curso contra o ele na Operação Lava Jato, operação desencadeada pela Polícia Federal para apurar os casos de corrupção na Petrobras.
Eduardo é acusado de receber propina da construtora Queiroz Galvão, que foi uma das responsáveis pela construção da Refinaria Abreu e Lima, no município de Ipojuca, Recife, entretanto as investigações apontaram para recebimento de Fernando Soares, e não do Eduardo da Fonte.
O deputado também é acusado de intermediar a aproximação com o então senador Sérgio Guerra (PSDB), morto em março de 2014. As propinas seriam para evitar que a oposição iniciasse uma CPI da Petrobras no Congresso.
O deputado, segundo a coluna Painel da Folha de S. Paulo, optou por deixar a comissão para evitar "desgaste."